# Choerophryne nigrescens
Choerophryne nigrescens är en groddjursart som beskrevs av Günther 2008. Choerophryne nigrescens ingår i släktet Choerophryne och familjen Microhylidae. Inga underarter finns listade i Catalogue of Life.